# Paul Revere & the Raiders
Paul Revere & the Raiders (ab 1971 The Raiders) war eine US-amerikanische Rockband.

## Geschichte
Paul Revere (* 7. Januar 1938; † 4. Oktober 2014) arbeitete zunächst als Friseur. Später betrieb er ein eigenes Drive-in-Restaurant in Boise, Idaho.
Da er als Kind Klavier- und Orgelspielen gelernt hatte, trat er in seiner Freizeit mit einer kleinen Band auf. Anfang der 1960er Jahre lernte er Mark Lindsay kennen, der Brot an Pauls Restaurant auslieferte. Mark wurde neuer Leadsänger der „Paul Revere & the Raiders“ genannten Band. 1961 bekam die Gruppe einen Schallplattenvertrag. Die Debütsingle hieß Like, Long Hair und kam in den USA bis auf Platz 38 der Singlecharts.
Weil Paul Revere auch der Name eines Helden des Amerikanischen Unabhängigkeitskriegs ist, entschied sich die Band für den visuellen Gag, immer in Uniformen aus dieser Ära aufzutreten. In den folgenden Jahren spielte sich das Quintett von kleinen Clubs auf dem Land bis in die Nightclubs von San Francisco. Bis 1969 erzielten die Veröffentlichungen der Band eine ganze Reihe von Erfolgen. Dann beschloss Mark Lindsay, sein Glück als Solist zu versuchen. Er hatte jedoch nur bescheidenen Erfolg und kam 1971 wieder zu der Band zurück, die sich jetzt allerdings nur noch „The Raiders“ nannte. Paul Revere hatte sich aus dem aktiven Geschehen zurückgezogen und machte nur noch das Geschäftliche, während Lindsay fortan für die künstlerischen Belange zuständig war. In dieser Formation hatte die Band ihren größten Hit Indian Reservation (The Lament of the Cherokee Reservation Indian), der in den USA Platz 1 der Musikcharts erreichte und mit über vier Millionen verkauften Exemplaren der größte Millionenseller in der Plattengeschichte des Labels Columbia Records war.
Mitte der 1970er Jahre ließ das Interesse an der Musik der Band nach und die Gruppe hatte keinen weiteren kommerziellen Erfolg.

## Mitglieder Originalbesetzung
- Paul Revere
- Mark Lindsay
- Drake Levin
- Phil Volke
- Mike Smith

## Diskografie

### Studioalben
| Jahr | Titel Musiklabel Katalog-Nr.                    | Höchstplatzierung, Gesamtwochen, AuszeichnungChartsChartplatzierungen (Jahr, Titel, Musiklabel Katalog-Nr., Platzierungen, Wochen, Auszeichnungen, Anmerkungen) | Anmerkungen                                                                      |
| Jahr | Titel Musiklabel Katalog-Nr.                    | US | Anmerkungen                                                                      |
| ---- | ----------------------------------------------- | --- | -------------------------------------------------------------------------------- |
| 1965 | Here They Come! Columbia 2307                   | US71 (45 Wo.)US | Erstveröffentlichung: Juni 1965; feat. Mark Lindsay Produzent: Bruce Johnston    |
| 1966 | Just Like Us! Columbia 2451                     | US5 Gold · (43 Wo.)US | Erstveröffentlichung: 3. Januar 1966 Produzent: Terry Melcher                    |
| 1966 | Midnight Ride Columbia 2508                     | US9 Gold · (43 Wo.)US | Erstveröffentlichung: 6. Mai 1966 Produzent: Terry Melcher                       |
| 1966 | The Spirit of ’67 Columbia 2595                 | US9 Gold · (33 Wo.)US | Erstveröffentlichung: 28. November 1966 Produzent: Terry Melcher                 |
| 1967 | Revolution! Columbia 2721                       | US25 (21 Wo.)US | Erstveröffentlichung: August 1967; feat. Mark Lindsay Produzent: Terry Melcher   |
| 1968 | Goin’ to Memphis Columbia 2805                  | US61 (23 Wo.)US | Erstveröffentlichung: Februar 1968; feat. Mark Lindsay Produzent: Chips Moman    |
| 1968 | Something Happening Columbia 9665               | US122 (14 Wo.)US | Erstveröffentlichung: September 1968; feat. Mark Lindsay Produzent: Mark Lindsay |
| 1969 | Hard ’n’ Heavy (With Marshmallow) Columbia 9753 | US51 (19 Wo.)US | Erstveröffentlichung: März 1969; feat. Mark Lindsay Produzent: Mark Lindsay      |
| 1969 | Alias Pink Puzz Columbia 9905                   | US48 (12 Wo.)US | Erstveröffentlichung: August 1969; feat. Mark Lindsay Produzent: Mark Lindsay    |
| 1970 | Collage Columbia 9964                           | US154 (9 Wo.)US | Erstveröffentlichung: März 1970; als Raiders Produzent: Mark Lindsay             |
| 1970 | Indian Reservation Columbia 30768               | US19 (20 Wo.)US | Erstveröffentlichung: Juni 1971; als The Raiders Produzent: Mark Lindsay         |

Weitere Alben
- 1962: Like, Long Hair (Gardena Records 1000)
- 1963: Paul Revere & the Raiders (Sande Records 1001)
- 1967: A Christmas Present … and Past (Columbia 2755)
- 1972: Country Wine (als The Raiders; Columbia 31106)
- 1982: Special Edition (feat. Michael Bradley; Raider/America 682)
- 1983: The Great Raider Reunion (Era 5880)
- 1983: Paul Revere Rides Again (Hitbound Records 1004)

### Kompilationen
| Jahr | Titel Musiklabel Katalog-Nr.                                            | Höchstplatzierung, Gesamtwochen, AuszeichnungChartsChartplatzierungen (Jahr, Titel, Musiklabel Katalog-Nr., Platzierungen, Wochen, Auszeichnungen, Anmerkungen) | Anmerkungen                                                                                     |
| Jahr | Titel Musiklabel Katalog-Nr.                                            | US | Anmerkungen                                                                                     |
| ---- | ----------------------------------------------------------------------- | --- | ----------------------------------------------------------------------------------------------- |
| 1967 | Greatest Hits Columbia 2662                                             | US9 Gold · (47 Wo.)US | Erstveröffentlichung: Mai 1967                                                                  |
| 1969 | Two All-Time Great Selling LP’s: One Great Package Columbia 9395 / 9521 | US166 (4 Wo.)US | Erstveröffentlichung: Oktober 1969; feat. Mark Lindsay 2 LPs: The Spirit of ’67 und Revolution! |
| 1972 | All-Time Greatest Hits Columbia 31464                                   | US143 (8 Wo.)US | Erstveröffentlichung: Juni 1972 Doppelalbum                                                     |

Weitere Kompilationen
- 1971: Greatest Hits Volume II
- 1976: We Gotta All Get Together (feat. Mark Lindsay; 2 LPs)
- 1983: Kicks
- 1984: The Best of Paul Revere & the Raiders: Volume 1
- 1987: Good Things
- 1988: Greatest Hits Live
- 1990: The Legend of Paul Revere (feat. Mark Lindsay; 2 CDs)
- 1995: The Essential Ride ’63–’67
- 2000: Mojo Workout! (2 CDs)
- 2007: Super Hits
- 2010: The Complete Columbia Singles (3 CDs)
- 2011: The Essential (2 CDs)

### Singles
| Jahr | Titel Album                                                                           | Höchstplatzierung, Gesamtwochen, AuszeichnungChartsChartplatzierungen (Jahr, Titel, Album, Platzierungen, Wochen, Auszeichnungen, Anmerkungen) | Anmerkungen |
| Jahr | Titel Album                                                                           | US | Anmerkungen |
| ---- | ------------------------------------------------------------------------------------- | --- | --- |
| 1961 | Like, Long Hair                                                                       | US38 (6 Wo.)US | Erstveröffentlichung: 18. Dezember 1960 Autoren: Paul Revere & the Raiders                                         |
| 1965 | Steppin’ Out Just Like Us                                                             | US46 (9 Wo.)US | Erstveröffentlichung: 16. August 1965 Autoren: Mark Lindsay, Paul Revere                                           |
| 1965 | Just Like Me Just Like Us                                                             | US11 (15 Wo.)US | Erstveröffentlichung: 15. November 1965 Autoren: Richard Dey, Roger Hart                                           |
| 1966 | Kicks Midnight Ride                                                                   | US4 (14 Wo.)US | Erstveröffentlichung: 28. Februar 1966 Autoren: Barry Mann, Cynthia Weil                                           |
| 1966 | Hungry The Spirit of ’67                                                              | US6 (11 Wo.)US | Erstveröffentlichung: 6. Juni 1966 Autoren: Barry Mann, Cynthia Weil                                               |
| 1966 | The Great Airplane Strike The Spirit of ’67                                           | US20 (8 Wo.)US | Erstveröffentlichung: 19. September 1966 Autoren: Mark Lindsay, Paul Revere, Terry Melcher                         |
| 1966 | Good Thing The Spirit of ’67                                                          | US4 (12 Wo.)US | Erstveröffentlichung: 16. November 1966 Autoren: Mark Lindsay, Terry Melcher                                       |
| 1967 | Ups and Downs Greatest Hits                                                           | US22 (8 Wo.)US | Erstveröffentlichung: 31. Januar 1967 Autoren: Mark Lindsay, Terry Melcher                                         |
| 1967 | Him or Me – What’s It Gonna Be? Revolution!                                           | US5 (9 Wo.)US | Erstveröffentlichung: 10. April 1967 Autoren: Mark Lindsay, Terry Melcher                                          |
| 1967 | I Had a Dream Revolution!                                                             | US17 (9 Wo.)US | Erstveröffentlichung: 27. Juli 1967 Autoren: Mark Lindsay, Terry Melcher                                           |
| 1967 | Peace of Mind Goin’ to Memphis                                                        | US42 (6 Wo.)US | Erstveröffentlichung: 24. Oktober 1967 Autoren: Mark Lindsay, Terry Melcher                                        |
| 1968 | Too Much Talk Something Happening                                                     | US19 (8 Wo.)US | Erstveröffentlichung: 19. Januar 1968 Autor: Mark Lindsay                                                          |
| 1968 | Don’t Take It So Hard Something Happening                                             | US27 (9 Wo.)US | Erstveröffentlichung: 28. Mai 1968 Autor: Mark Lindsay                                                             |
| 1968 | Cinderella Sunshine Hard ’n’ Heavy (With Marshmallow)                                 | US58 (6 Wo.)US | Erstveröffentlichung: 12. September 1968 Autor: Mark Lindsay                                                       |
| 1969 | Mr. Sun, Mr. Moon Hard ’n’ Heavy (With Marshmallow)                                   | US18 (12 Wo.)US | Erstveröffentlichung: 14. Januar 1969 Autor: Mark Lindsay                                                          |
| 1969 | Let Me Alias Pink Puzz                                                                | US20 Gold · (12 Wo.)US | Erstveröffentlichung: 22. April 1969 Autor: Mark Lindsay                                                           |
| 1969 | We Gotta All Get Together Collage                                                     | US50 (7 Wo.)US | Erstveröffentlichung: 12. August 1969 Autor: Freddy Weller                                                         |
| 1970 | Just Seventeen Collage                                                                | US82 (3 Wo.)US | Erstveröffentlichung: 15. Januar 1970; als The Raiders Autor: Mark Lindsay                                         |
| 1971 | Indian Reservation (The Lament of the Cherokee Reservation Indian) Indian Reservation | US1 Platin · (22 Wo.)US | Erstveröffentlichung: 12. Februar 1971; als The Raiders Autor: John D. Loudermilk Original: Marvin Rainwater, 1960 |
| 1971 | Birds of a Feather The Great Raider Reunion                                           | US23 (10 Wo.)US | Erstveröffentlichung: 19. August 1971; als The Raiders Autor und Original: Joe South, 1968                         |
| 1972 | Country Wine                                                                          | US51 (6 Wo.)US | Erstveröffentlichung: 28. Dezember 1971; als The Raiders Autoren: Ed Villareal, Wanda Watkins                      |
| 1972 | Powder Blue Mercedes Queen Country Wine                                               | US54 (8 Wo.)US | Erstveröffentlichung: 18. April 1972; als The Raiders Autor: Mark Lindsay                                          |
| 1972 | Song Seller –                                                                         | US96 (3 Wo.)US | Erstveröffentlichung: 8. September 1972; als The Raiders Autor: Jimmy Webb                                         |
| 1973 | Love Music –                                                                          | US97 (5 Wo.)US | Erstveröffentlichung: 12. Dezember 1972; als The Raiders Autoren: Brian Potter, Dennis Lambert                     |

Sonstige Chartplatzierungen

| Jahr | Titel Album                                                                           | Höchstplatzierung, Gesamtwochen, AuszeichnungChartsChartplatzierungen (Jahr, Titel, Album, Platzierungen, Wochen, Auszeichnungen, Anmerkungen) | Anmerkungen                                             |
| Jahr | Titel Album                                                                           | DE | Anmerkungen                                             |
| ---- | ------------------------------------------------------------------------------------- | --- | ------------------------------------------------------- |
| 1969 | Let Me Alias Pink Puzz                                                                | DE31 (4 Wo.)DE | Erstveröffentlichung (DE): Juli 1969                    |
| 1971 | Indian Reservation (The Lament of the Cherokee Reservation Indian) Indian Reservation | DE38 (1 Wo.)DE | Erstveröffentlichung (DE): August 1971; als The Raiders |

Weitere Singles
- 1960: Beatnick Sticks
- 1960: Unfinished Fifth
- 1961: Like Charleston
- 1961: All Night Long
- 1962: Shake It Up
- 1962: Like Bluegrass
- 1963: Tall Cool One
- 1963: Louie Louie
- 1964: Louie – Go Home
- 1964: Over You
- 1965: SS 396
- 1965: Sometimes
- 1966: So Fine
- 1967: Rain, Sleet, Snow
- 1970: Gone Movin’ On (als The Raiders)
- 1973: (If I Had It to Do All Over Again, I’d Do It) All Over You
- 1975: Your Love (Is the Only Love)
- 1976: The British Are Coming
- 1983: Jingle Bells
- 2012: Ride Your Pony